# Rubén Menini
Rubén Francisco Menini (Buenos Aires, 20 febbraio 1924 – 12 aprile 2020) è stato un cestista argentino.

## Carriera
Con l'Argentina ha disputato due edizioni dei Giochi olimpici (Londra 1948, Helsinki 1952) e i Campionati mondiali del 1950.